# Dolní Lukavice
Dolní Lukavice (en allemand : Unter-Lukawitz) est une commune du district de Plzeň-Sud, dans la région de Plzeň, en République tchèque. Sa population s'élevait à 1 060 habitants en 2022.

## Géographie
Dolní Lukavice se trouve à 7 km au sud-est de Dobřany, à 16 km au sud de Plzeň et à 95 km au sud-ouest de Prague.
La commune est limitée par Horní Lukavice, Chlumčany et Útušice au nord, par Předenice au nord-est, par Řenče au sud-est, et par Přeštice au sud et à l'ouest.

## Histoire
La première mention écrite de la localité date de 1216.

## Administration
La commune se compose de quatre sections :
- Dolní Lukavice
- Krasavce
- Lišice
- Snopoušovy

## Galerie

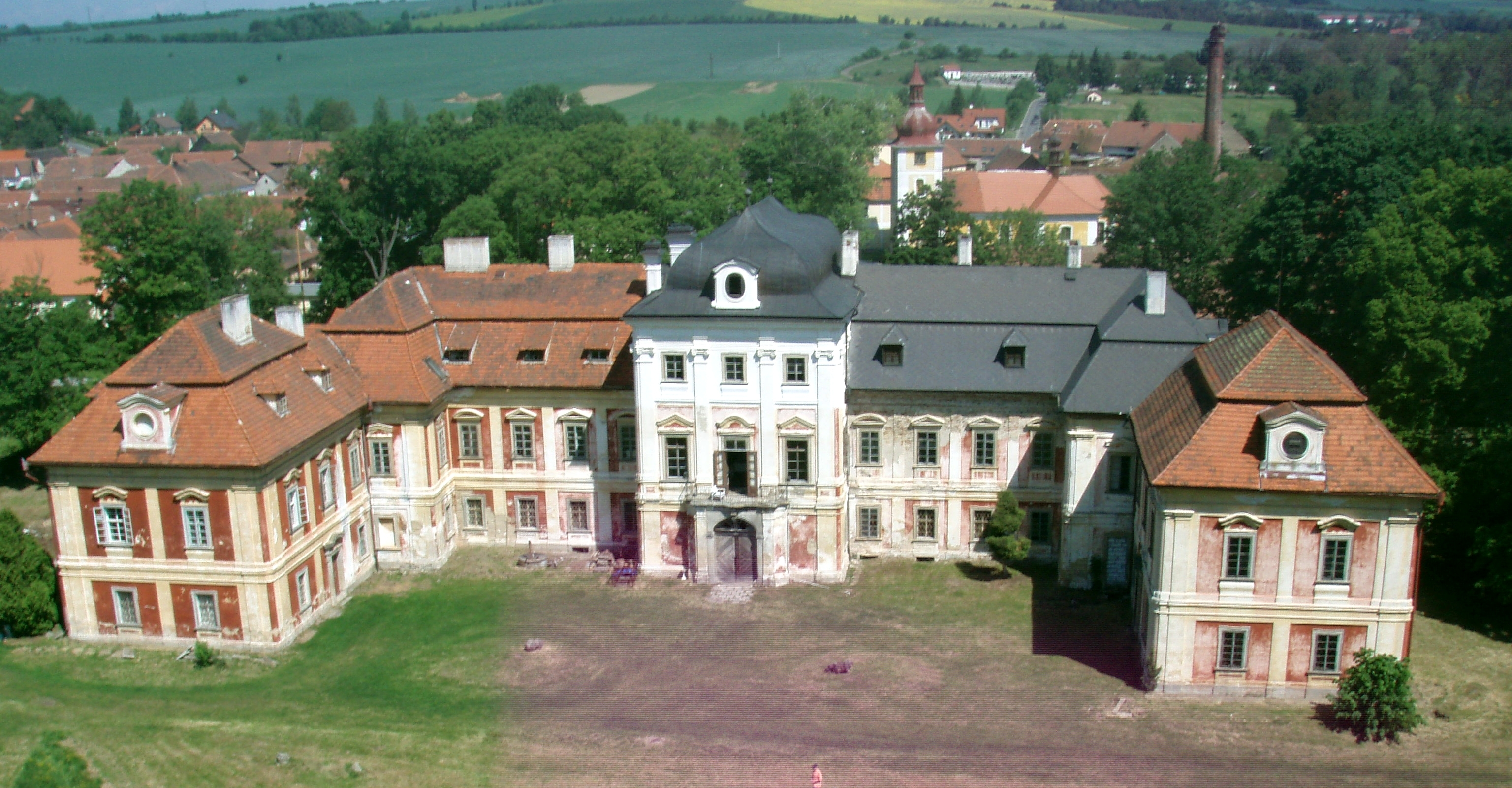
Château de Dolní Lukavice.
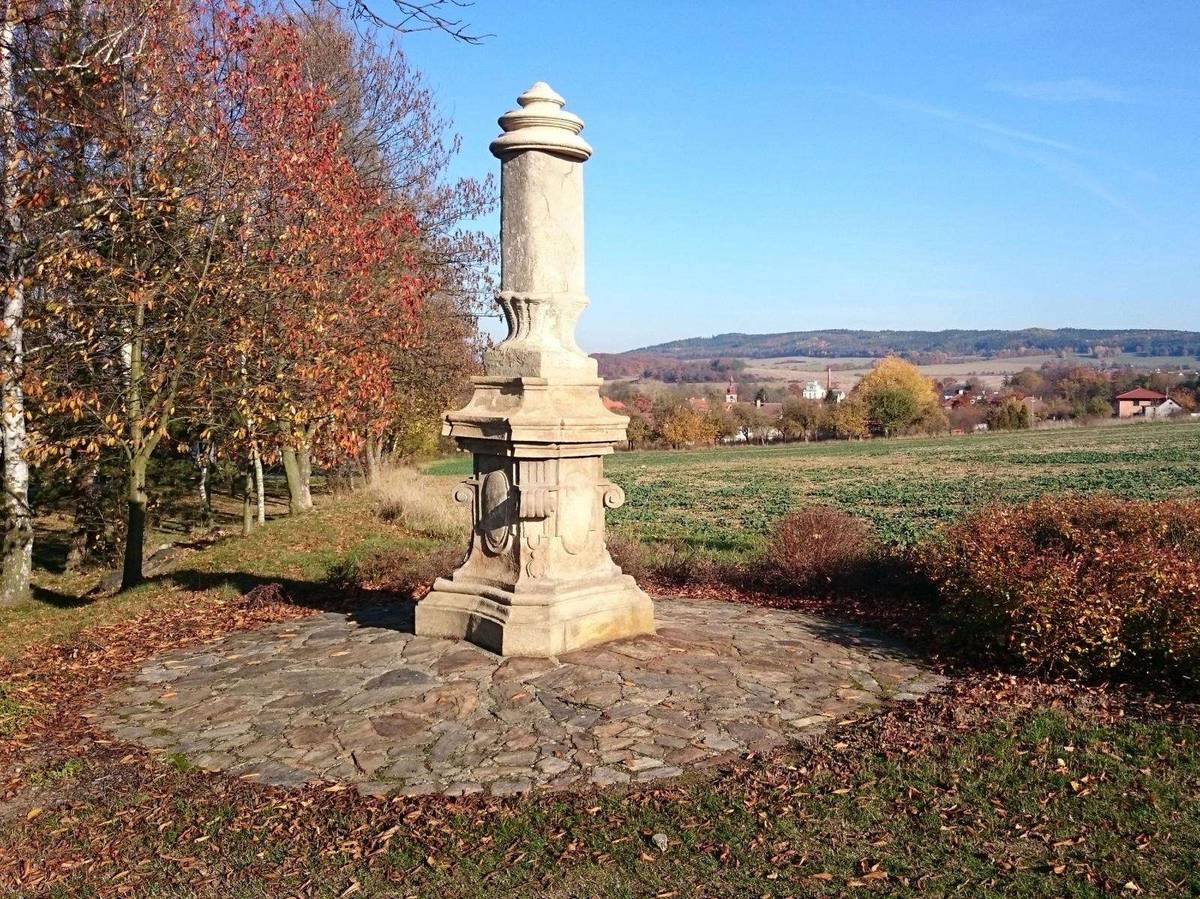
Colonne avec un relief de Saint Pierre près de Dolní Lukavice.

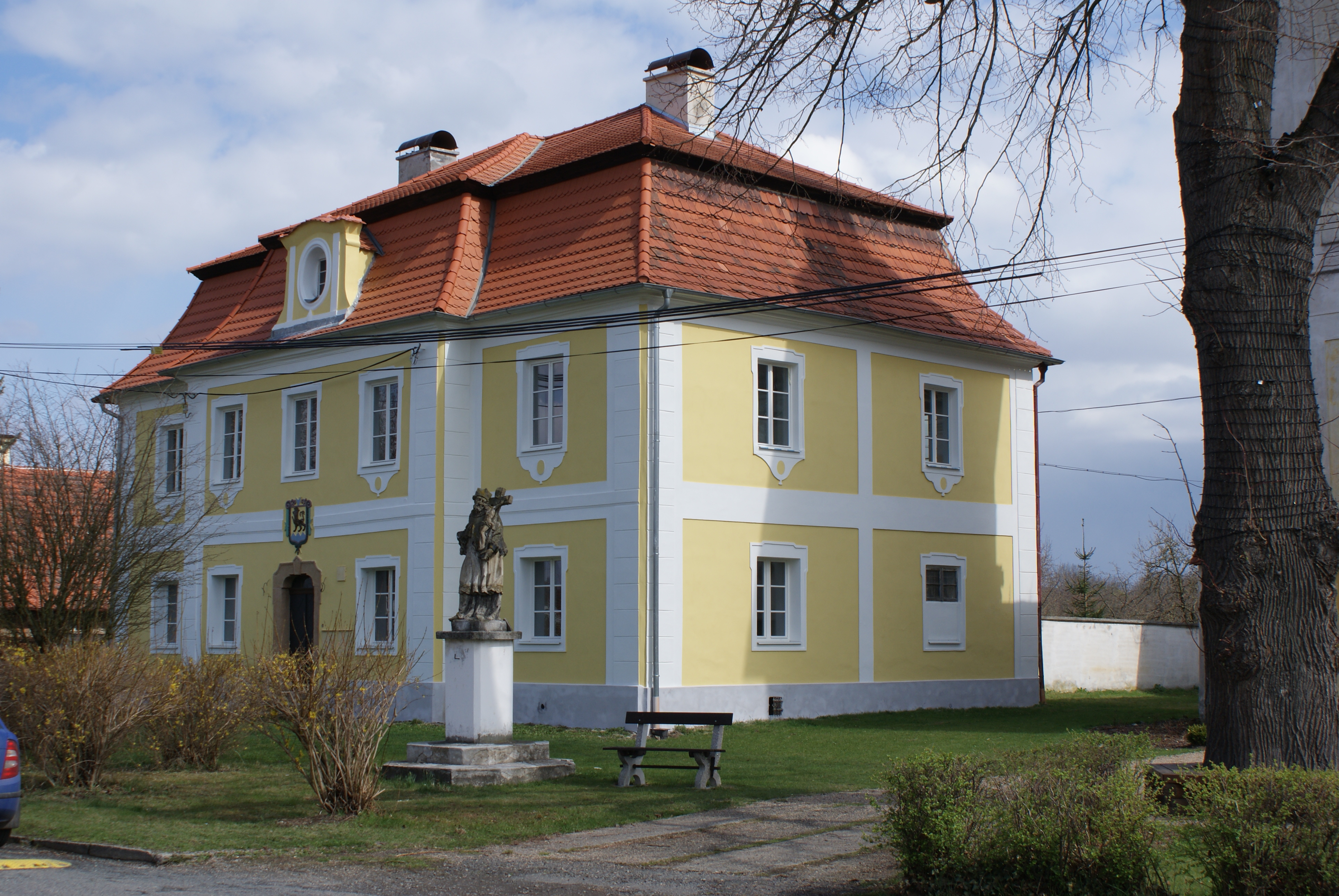
Dolní Lukavice : presbytère.
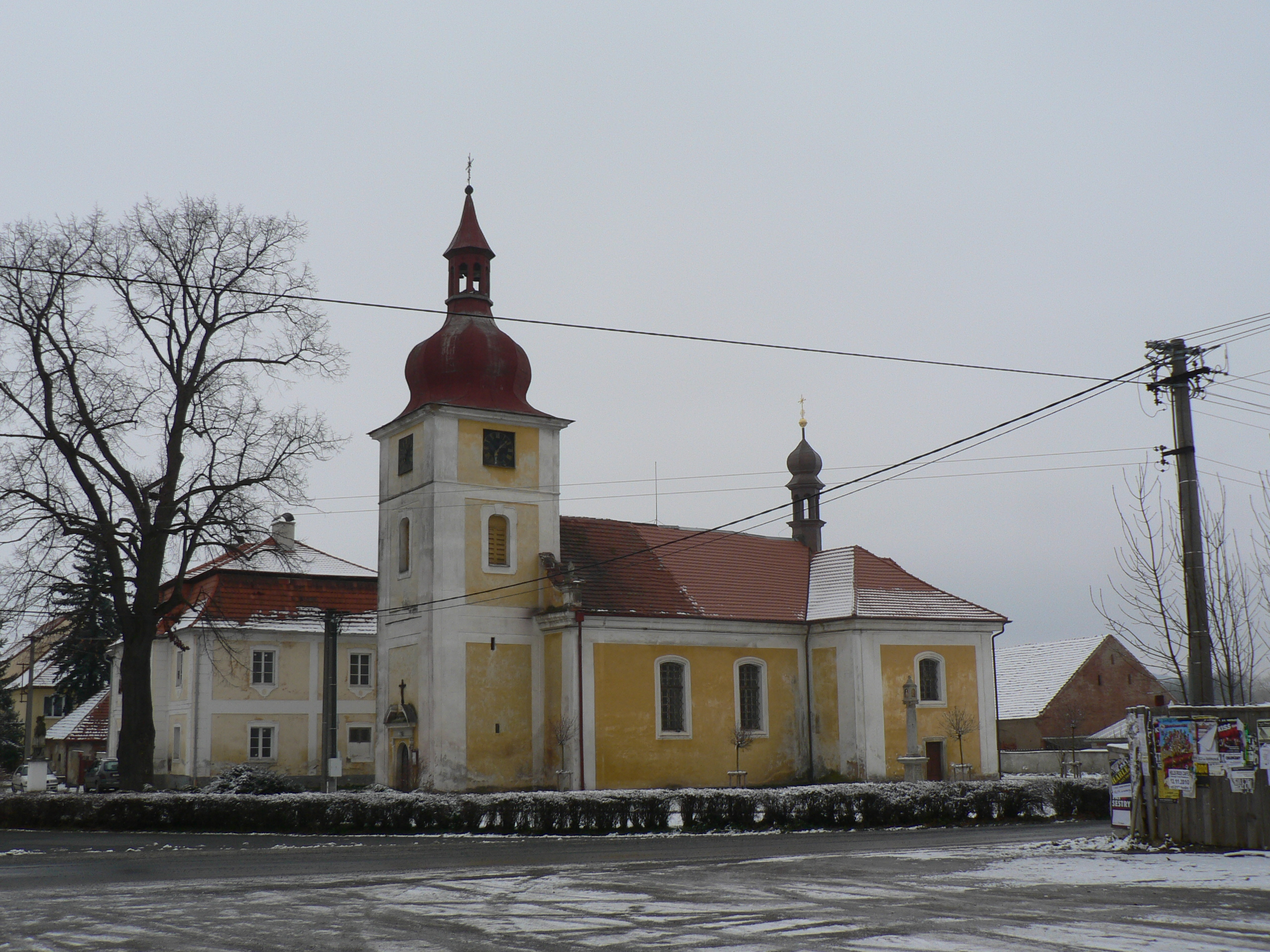
Église Saints-Pierre-et-Paul.